# Karapet Agadżanian
Karapet Siergiejewicz (Sarkisowicz) Agadżanian (Agadżanianc) (orm. Կարապետ Աղաջանյան, ros. Карапет Саркисович Агаджанян, Карапет Саркисович Агаджанянц, ur. 18 lipca 1876 w Tyflisie, zm. 15 grudnia 1955 w Paryżu) – ormiańsko-rosyjski lekarz neurolog, psychiatra i neuroanatom, profesor Instytutu Psychoneurologicznego w St. Petersburgu, Uniwersytetu Warszawskiego i Uniwersytetu w Rostowie nad Donem. 

## Życiorys
Studiował medycynę na Wojskowej Akademii Medyko-Chirurgicznej w St. Petersburgu, dyplom otrzymał w 1901 roku. Po ukończeniu studiów pracował w petersburskiej klinice Władimira Biechtieriewa. W 1910 roku przebywał w Berlinie, gdzie odbył kurs neuroanatomii u Louisa Jacobsohna-Laska. Po powrocie do Rosji praktykował w Szpitalu Michałowskim w Tyflisie. Od 11 listopada 1913 do stycznia 1915 profesor na katedrze psychiatrii Uniwersytetu Warszawskiego, a po przeniesieniu uczelni do Rostowa nad Donem, na tamtejszej katedrze.
W 1920 roku emigrował do Turcji, w 1922 roku wykładał na Uniwersytecie Narodowym w Konstantynopolu. Następnie udał się do Bułgarii, a od 1924 roku żył we Francji. Od 1933 członek Groupe Académique Russe w Paryżu. W 1950 roku został przewodniczącym Związku Rosyjskich Ormian we Francji. Należał do masonerii.
Brat Gagik Siergiejewicz Agadżanian (1893–1970) i syn N. Agadjanian również byli lekarzami. Córka Catherine Agadjanian była matką francuskiego reżysera i scenarzysty Francisa Vebera.

## Wybrane prace
- О корковом зрительном центре. СПБ: Тип.Н.Н.Клобукова, 1904
- Роль психотерапии в дерматологии: Сообщено на IX Пирог. съезде. Санкт-Петербург: тип. Я. Трей, 1904
- Über das kortikale Sehzentrum. Neurologisches Centralblatt 25, s. 1017, 1904
- Ueber den Einfluss des Adrenalins auf das in Leber und Muskeln enthaltende Glykogen. Biochemische Zeitschrift 2, ss. 148-156, 1906
- Об остро-протекающем паранояльном синдроме. Казань: Типо-лит. Имп. ун-та, 1908
- Über die Kerne des menschlichen Kleinhirns. Abhandlungen der Königlich Preussischen Akademie der Wissenschaft 5, ss. 1-15, 1911
- Основные проблемы при изучении душевных явлений. Пятигорск: электропеч. Г.Д. Сукиасянца, 1912
- Über die Beziehung der Sprechfunktion zur Intonation, zum Ton und Rhytmus. Neurologisches Centralblatt 33, ss. 274-287, 1914
- Marie A, Agadjanian K. Aphasie en rapport avec les phénomènes convulsifs et les troubles verbo-moteurs et verbosensoriels. Archives internationales de neurologie, des maladies héréditaires, de médecine mentale et psychosomatique 21, ss. 93–102, 1928
- Analyse physiologique et clinique des processus d’inhibition. Encéphale 26: 689–700, 1931
- Le But et la technique des recherches expérimentales des fauses (sic) images.
- Introduction à l’étude expérimentale du problème de l’hallucination. Archives internationales de neurologie, des maladies héréditaires, de médecine mentale et psychosomatique 58, ss. 176; 199; 223, 1940
- Le rôle des troubles neuro-végétatifs dans la pathologie de la vie affective et dans l'origine des variations des fonctions perceptivo-associatives. Archives internationales de neurologie, des maladies héréditaires, de médecine mentale et psychosomatique 64/65, ss. 96-108, 1945/46
- Le mécanisme des troubles perceptivo-associatifs en rapport avec l’origine de l’hallucination et du délire (étude physiopathologique). Peyronnet, 1946
- Les hallucinations au cours des maladies mentales et les perceptions extremêment fines de la réalité. Archives internationales de neurologie, des maladies héréditaires, de médecine mentale et psychosomatique 67(5), ss. 107-109, 1948